# Усть-Ануйська сільська рада
Усть-Ану́йська сільська рада (рос. Усть-Ануйский сельский совет) — сільське поселення у складі Бистроістоцького району Алтайського краю Росії.
Адміністративний центр — село Усть-Ануй.

## Населення
Населення — 225 осіб (2019; 301 в 2010, 472 у 2002).